# 칠금금릉동
칠금금릉동(漆琴金陵洞)은 충청북도 충주시의 북동쪽에 위치한 행정동이며, 충주시청, 충주시의회 소재지이기도 하다. 충주공용버스터미널이 위치하고 있어 유동인구도 상당히 많으며, 터미널 주변과 씨마트 주변은 번화가이다. 연수동 다음으로 인구가 많은 동이다.

## 연혁
- 1895년 충주군 설치. 충주군 북변면
- 1912년 구한국지방행정구역명칭일람에 충주군 북변면으로 32리 관할
- 1914년 4월 1일, 행정구역 폐합으로 금대리, 신촌리, 칠지동, 능암동, 봉계동의 일부를 병합하여 칠금리라 해서 충주군 읍내면에 편입
- 1914년 4월 1일, 행정구역 폐합으로 김제, 호암, 칠지, 연원동, 능암의 일부를 병합하여 금능동이라 해서 충주군 읍내면에 편입
- 1917년 읍내면을 충주면으로 개칭
- 1931년 4월 1일, 충주면을 충주읍으로 승격
- 1956년 7월 8일, 충주읍을 충주시로 승격
- 2007년, 한글 맞춤법 표기에 따라 금능동을 금릉동으로 개칭.

## 교통
- 충주공용버스터미널
  - 2층부터는 롯데마트 충주점이 입점해 있다.
  - 롯데마트 주유소 (에쓰오일:1층)

## 아파트
| 단지명          | 주소 | 건설사            | 시행사         | 입주        | 비고 |
| --------------- | ---- | ----------------- | -------------- | ----------- | ---- |
| 금릉현대        |      | 현대산업개발      | 현대산업개발   | 1995년 6월  |      |
| 무지개삼일      |      | 삼일주택공사      | 삼일주택공사   | 1996년 9월  |      |
| 동신코오롱      |      | 코오롱건설 동신㈜ | 코오롱건설㈜   | 1997년 10월 |      |
| 충주 세영첼시빌 |      | 세영종합건설㈜    | 세영종합건설㈜ | 2002년 3월  |      |
| 충주 부영1차    |      | ㈜부영            | ㈜부영         | 1996년 7월  |      |
| 충주 부영2차    |      | ㈜부영            | ㈜부영         | 1996년 12월 |      |

## 주요 기관

### 행정기관
- 충주시청
- 충주시의회
- 충주유네스코국제무예센터
- 국립중원문화유산연구소
- 충주시육아종합지원센터

### 초등학교
- 칠금초등학교
- 탄금초등학교
- 금릉초등학교

### 중학교
- 탄금중학교
- 칠금중학교

## 관광
- 탄금대
  - 충주문화원
- 탄금힐링레포츠파크
  - 충주야구장
- 충주탄금공원
  - 탄금축구장
  - 충주세계무술박물관
  - 충주라바랜드
- 능암늪지생태공원
- 충주항일독립운동역사관
- 충주세무서
- 충주상공회의소
- 한국자산관리공사 충주지사